# Christine af Hessen
Christine af Hessen (29. juni 1543 – 13. maj 1604) var en prinsesse fra Landgrevskabet Hessen, der var hertuginde af Slesvig-Holsten-Gottorp fra 1564 til 1586. Hun var datter af den tyske reformator og landgreve Philip 1. af Hessen (Filip den Ædelmodige) og blev gift med hertug Adolf af Slesvig-Holsten-Gottorp i 1564. Som enke var hun i perioder regent i de gottorpske dele af hertugdømmerne Slesvig og Holsten som formynder for sine mindreårige sønner.
Gennem sit ægteskab blev hun stammoder til hertuglinjen Slesvig-Holsten-Gottorp, der regerede den gottorpske del af Slesvig frem til 1713 og de gottorpske dele af Holsten frem til 1773. Derudover kom den også til at regere i Rusland (1762 og 1796-1917), Sverige (1751-1818), Norge (1814-1818) og Oldenburg (1773-1918).

## Biografi
Christine blev født den 29. juni 1543 i Kassel i Landgrevskabet Hessen. Hun var datter af den Landgrev Filip den Ædelmodige af Hessen og hans gemalinde Christine af Sachsen. Hun fik en grundig opdragelse af sin moder og efter dennes død af sin faster, Arveprinsesse Elisabeth af Sachsen.
Christine blev gift med hertug Adolf af Slesvig-Holsten-Gottorp, en yngre søn af kong Frederik 1. af Danmark og Sophie af Pommern. Deres bryllup blev fejret den 17. december 1564 på Gottorp Slot og førte til en mindre skandale, da bryllupsgæsterne drak sig skandaløst beruset. I ægteskabet blev der født 5 sønner og 5 døtre.
Efter Hertug Adolfs død i 1586 fik hun enkesæde på slottet i Kiel. Hun havde den sorg at se sine to ældste sønner dø kort efter hinanden som regerende hertuger, henholdsvis 19 og 20 år gamle, hvorefter den tredje søn, Johan Adolf, blev hertug i en alder af 15 år. Som regent for sine mindreårige sønner varetog hun kraftfuldt og samvittighedtfuldt familiens interesser, indtil de blev myndige. Datteren Christine blev gift med kong Karl 9. af Sverige og blev mor til kong Gustav 2. Adolf af Sverige.
Christine udgav en samling salmer og en bønnebog. Hun døde i Kiel den 13. maj 1604 og blev begravet i Slesvig Domkirke.

## Ægteskab og børn
Christine blev gift den 17. december 1564 på Gottorp Slot med hertug Adolf af Slesvig-Holsten-Gottorp (1526–1586), søn af kong Frederik 1. af Danmark og Sophie af Pommern. I ægteskabet blev der født 10 børn:
| Navn                                 | Født                                 | Død                                  | Bemærkninger                                                                            |
| Med Adolf af Slesvig-Holsten-Gottorp | Med Adolf af Slesvig-Holsten-Gottorp | Med Adolf af Slesvig-Holsten-Gottorp | Med Adolf af Slesvig-Holsten-Gottorp                                                    |
| ------------------------------------ | ------------------------------------ | ------------------------------------ | --------------------------------------------------------------------------------------- |
| Frederik 2.                          | 21. april 1568                       | 15. juni 1587                        | Hertug af Slesvig-Holsten-Gottorp 1586–1587                                             |
| Sophie                               | 1. juni 1569                         | 14. november 1634                    | Gift 17. februar 1588 med Hertug Johan 7. af Mecklenburg                                |
| Philip                               | 10. august 1570                      | 18. oktober 1590                     | Hertug af Slesvig-Holsten-Gottorp 1587–1590                                             |
| Christine                            | 13. april 1573                       | 8. december 1625                     | Gift 8. juli 1592 med Kong Karl 9. af Sverige                                           |
| Elisabeth                            | 11. marts 1574                       | 12. januar 1587                      |                                                                                         |
| Johan Adolf                          | 27. februar 1575                     | 31. marts 1616                       | Hertug af Slesvig-Holsten-Gottorp 1590–1616 Gift 30. august 1596 med Augusta af Danmark |
| Anna                                 | 27. februar 1575                     | 24. april 1625                       | Gift 28. januar 1598 med Grev Enno 3. af Østfrisland                                    |
| Christian                            | 29. maj 1576                         | 22. april 1577                       |                                                                                         |
| Agnes                                | 20. december 1578                    | 1627                                 |                                                                                         |
| Johan Frederik                       | 1. september 1579                    | 3. september 1634                    | Ærkebiskop af Bremen 1596–1634, Biskop af Verden 1631–1634                              |